# IBM
IBM (произносится ай-би-эм; [aɪbiːˈɛm]; аббр. от англ. International Business Machines) — американская компания со штаб-квартирой в Армонке (штат Нью-Йорк), один из крупнейших в мире производителей и поставщиков аппаратного и программного обеспечения, а также IT-сервисов и консалтинговых услуг.
Распространённое прозвище компании — Big Blue, что можно перевести с английского как «большой синий» или «голубой гигант». Существует несколько версий относительно этого прозвища:
- произошло от мейнфреймов[4], поставлявшихся компанией в 1950–1960-х годах[5] — они были размером с комнату и имели голубую окраску;
- это отсылка к логотипу компании;
- название идёт от бывшего дресс-кода компании[5], который требовал от многих работников ношения рубашек и костюмов голубого цвета[6].

## История

### 1888–1924 годы: основание IBM
На территории США в 1890 году проходила перепись населения. Для обработки её результатов впервые были применены перфокарты и «электрический табулятор» для считывания информации с них; эта система, изобретённая Германом Холлеритом, использовалась вплоть до 1960-х годов. Благодаря ей данные переписи удалось обработать всего за год, тогда как предыдущая перепись 1880 года обрабатывалась 8 лет. Воодушевлённый успехом, изобретатель основал в 1896 году компанию Tabulating Machine Company.
16 июня 1911 года эта компания по инициативе бизнесмена Чарльза Флинта объединилась с компаниями Computing Scale Company of America и International Time Recording Company, образовав Computing-Tabulating-Recording Company (C-T-R). Объединённая фирма выпускала широкий ассортимент электрического оборудования: весы, сырорезки, приборы учёта рабочего времени, перфорационные машины. Из-за сложности в управлении разнородным бизнесом в мае 1914 года на пост генерального директора был приглашён Томас Уотсон. После этого компания начала специализироваться на создании больших табуляционных машин.
В 1924 году название C-T-R было изменено на International Business Machines Corporation (IBM, «Международная корпорация машин для бизнеса»). В 1933 году был куплен производитель электрических пишущих машинок Electromatic Typewriters.

### 1930–1940-е годы
Продаваемое компанией оборудование было дорогим, и IBM широко применяла лизинг и продажу в кредит, что позволило ей получать прибыль и развиваться даже в годы Великой депрессии, производство не прекращалось даже при отсутствии заказов. Запас непроданных табуляторов был приобретён в 1935 году новообразованной Администрацией социального обеспечения США. В 1937 году в компании начал работать сын генерального директора Томас Уотсон-младший, в 1956 году он сменил отца во главе IBM; с ним связано начало работы компании в сфере ЭВМ.
В годы Второй мировой войны компания производила в том числе и стрелковое оружие: М1 Carbine и Browning Automatic Rifle.
В 2001 году IBM перечислила в фонд компенсации жертвам Холокоста $3 млн за поставки Германии машин для учёта узников концлагерей.

### 1950-е годы — проекты для ВВС и авиалиний
В 1950-е годы компания создала крупную компьютеризированную систему противоракетной обороны SAGE, которая в реальном времени анализировала данные, поступавшие с радаров, и обеспечивала наведение на цель перехватчиков. Использовалась с 50-х до 80-х годов XX века. В поздних версиях система позволяла автоматически направлять самолёты на перехват, передавая данные напрямую в их автопилоты.

### Эра компьютеров
В 1944 году началась история компьютеров IBM: при участии компании в Гарварде был создан электромеханический вычислитель «Марк I» массой около 4,5 тонн. В 1952 году появился IBM 701 — первый большой компьютер, работавший на электронных лампах и давший начало первой 700/7000 серии больших компьютерных систем (мейнфреймов). Компьютеры серии IBM 700/7000 выпускались вплоть до 1964 года, и самым массовым компьютером в этой серии была более дешёвая модель общего назначения — IBM 650. Таких было выпущено почти 2000 систем (последняя в 1962 году).
В 1959 году появились первые компьютеры IBM на транзисторах, достигшие такого уровня надёжности и быстродействия, при котором ВВС США сочли возможным использовать их в системе раннего оповещения ПВО. Чуть раньше, в 1957 году, IBM ввела в обиход язык FORTRAN («FORmula TRANslation»), применявшийся для научных вычислений и ставший одним из основных источников «проблемы 2000 года».
В начале 1960-х годов компания начала вкладывать большие средства в разработку нового способа компоновки вычислительных элементов — Solid Logic Technology, которая позволяла создавать более быстродействующие и меньшие по размеру компьютеры. На основе этой технологии в 1964 году была представлена IBM System/360, которая намного превосходила продукцию конкурентов и сделала IBM монополистом на рынке мейнфреймов. Совместимые с System/360 компьютеры IBM System z выпускаются до сих пор — это абсолютный рекорд совместимости. Важной инновацией была и операционная система OS/360, ставшая стандартной в отрасли. В то же время расходы на эти разработки были столь велики (около 5 млрд долларов), что до начала серийного выпуска систем IBM временами была близка к банкротству. В 1960-х годах IBM занимала 70 % мирового рынка компьютеров (в США — 80 %).
В 1971 году компания представила гибкий диск, который стал стандартом для хранения данных. Также в этом году Томас Уотсон ушёл с поста главы компании, в последующие годы руководство IBM сменялось достаточно часто, с чем некоторые связывают утрату компанией доминирующих позиций. В 1972 году был представлен обновлённый логотип (буквы из синих полосок) компании, используемый до настоящего времени. Над логотипом работал дизайнер Пол Рэнд.
К концу 1970-х годов развитие технологий сделало возможным создание настольного компьютера, однако руководство IBM не спешило начинать работу в этом направлении, поскольку считало, что это снизит доход от продажи мейнфреймов. Возглавивший компанию в 1981 году Джон Опель придерживался другой точки зрения, и тогда же была открыта новая лаборатория в Бока-Ратон (Флорида), полностью посвящённая созданию персонального компьютера IBM PC; её руководителем стал Филипп Эстридж. Для работы были привлечены две начинающие компании, Intel для разработки и производства микропроцессоров и Microsoft для написания операционной системы, получившей название MS-DOS. Вопреки своим жёстким принципам охраны интеллектуальной собственности, IBM не запатентовала ни архитектуру IBM PC, ни MS-DOS (с интерпретатором языка BASIC), ни ещё одно революционное изобретение разработчиков — BIOS. В результате более прозорливые сторонние разработчики, пользуясь опубликованными спецификациями, начали выпуск клонов IBM PC, что привело ко взрывному росту рынка, но бо́льшая доля (при значительном объёме) была для IBM потеряна.
Ориентировочно в 1984 году была запущена серия AS/400 — мини-компьютер, предназначенный для бизнес-задач. Он обладал обратной совместимостью с ранее выпускавшимися мини-ЭВМ S/36 и S/38. В нём были применены технологии шины Micro-Channel (MCA) и интерфейс SCSI, поныне использующийся в серверах. Компьютеры данной серии производятся до сих пор и могут использовать любое ПО, разработанное ранее.
В 1986 году IBM уступила 1-е место по продажам на ею же самой порождённом рынке персональных компьютеров. В 1990 году была предпринята попытка перехватить инициативу на рынке ПК выпуском компьютеров серии PS/2 с операционной системой OS/2, не совместимых ни аппаратно, ни программно с PC и DOS. В машинах были применены прогрессивные технологии, например, шина Micro-Channel (намного превосходила применявшуюся тогда в РС шину ISA, а шина PCI появилась только в 1991 году). Серия PS/2 не получила широкого признания на рынке, и вскоре её выпуск прекратили. Однако, разъёмы для клавиатур и мышей на основе штекера Mini-DIN, названные портами PS/2, до сих пор широко применяются и в PC.
Начиная с 1930-х годов против IBM трижды начинались крупные антимонопольное процессы; в последнем из них, в 1980-х годах, Министерству юстиции США удалось добиться ослабления влияния IBM. В 1992 году компании пришлось сократить около 100 тыс. сотрудников (в основном досрочно отправив их на пенсию). В 1993 году курс акций компании достиг исторического минимума на фоне рекордных убытков в 8 млрд долларов. В 1998 году подразделение персональных компьютеров принесло убыток 900 млн долларов.

### Эра консалтинга

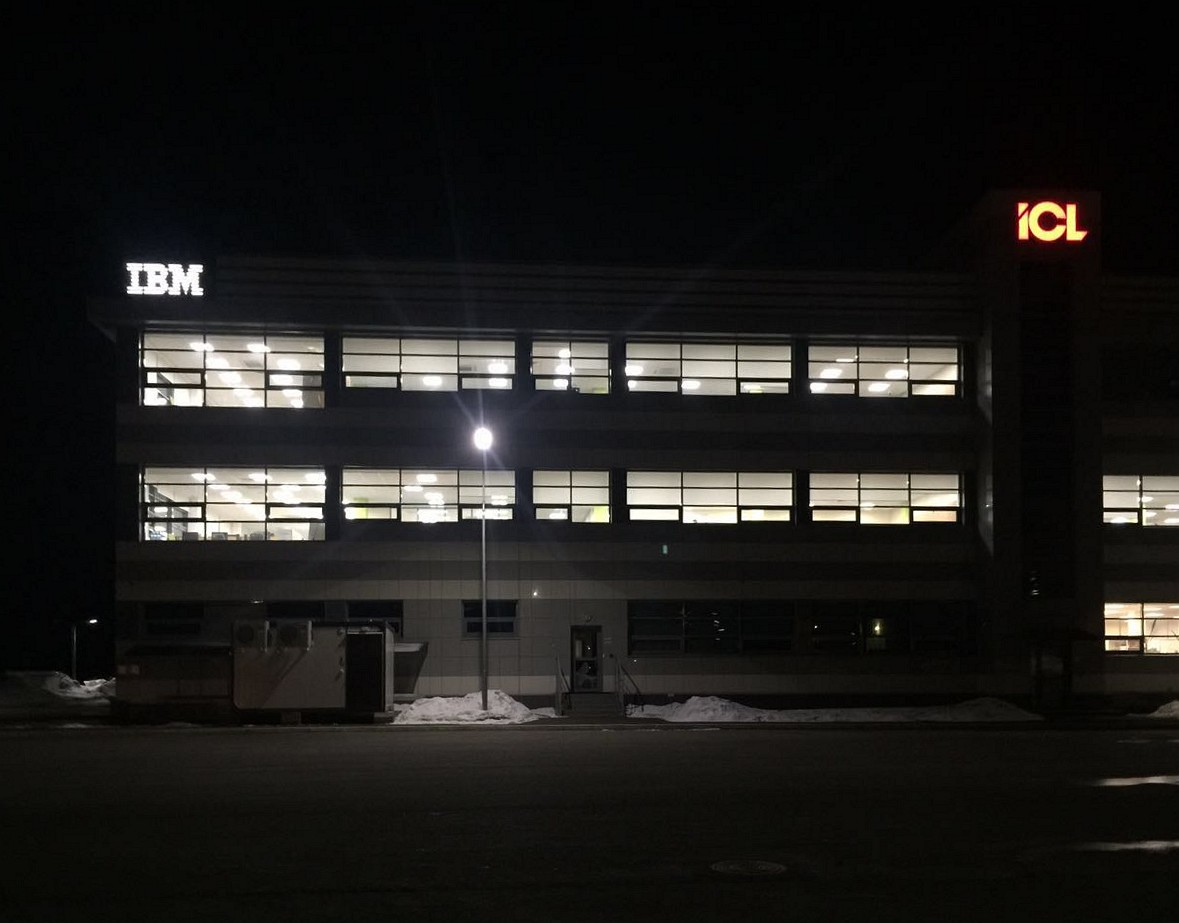
Офис IBM в Казани

Уже в 1990-х годах в бизнесе IBM всё отчётливее стало прослеживаться стремление сместить фокус бизнеса в сторону поставки услуг: консалтинга и программного обеспечения. В 1995 году был куплен крупный разработчик программ Lotus Development Corporation. В 2002 году «голубой гигант» приобрёл консалтинговое подразделение аудиторской компании PricewaterhouseCoopers за 3,5 млрд долларов. Этот бизнес, влившийся в подразделение IBM Global Services, стал самым доходным в структуре IBM, принося больше половины дохода компании. Однако компания оставалась ведущим производителем суперкомпьютеров и разработчиком новых технологий. В период с 2001 по 2005 год в альянсе с Toshiba и Sony велась разработка инновационной микропроцессорной архитектуры Cell. В 2001 году компания зарегистрировала рекордное количество патентов — 3 тысячи, а в 2008 году обновила рекорд — 4 тысячи.
В 2002 году японской компании Hitachi за 2,05 млрд долларов было продано производство жёстких дисков. Затем в 2005 году IBM продала за 1,8 млрд долл. своё подразделение по производству и продаже персональных компьютеров (линейки ThinkPad и ThinkCentre) китайской компании Lenovo. А в 2014 году компания Lenovo уже за $2,3 млрд купила у IBM ещё и подразделение, отвечавшее за разработку и производство x86-серверов (в основном линейки System X и BladeCenter).
В том же 2014 году, продав свои полупроводниковые фабрики компании GlobalFoundries, IBM объявила, что в сегменте полупроводниковых изделий она становится бесфабричной компанией, продолжив разрабатывать процессоры, но отказываясь от их производства.
Вместо производства «железа», IBM теперь стремится стать мировым лидером в сфере информационной безопасности, постоянно расширяя своё подразделение IBM Internet Security Systems (ISS). Одним из крупнейших приобретений в этой области стала покупка в 2006 году за 1,3 млрд долл. компании Internet Security Systems, а в феврале 2017 года IBM объявила о приобретении уже 20-й по счёту компании в области IT-безопасности — Agile 3 Solutions, разработчика программного обеспечения для управления рисками, связанными с уязвимыми данными в корпоративной среде.
Примерно с 2007 года корпорация IBM начала работать в сегменте облачных вычислений и бизнес-услуг, доставляемых через Интернет. Укрепляя свои позиции в данном секторе, в 2013 году IBM купила за $2 млрд крупного международного хостинг-провайдера — компанию Softlayer Technologies, которая владела сетью из 13 дата-центров в США, Сингапуре и Амстердаме, а в 2014 году объявила о вложении свыше $1,2 млрд в строительство 15 новых дата-центров в рамках стратегии по расширению облачных сервисов на платформе IBM Cloud.
IBM активно развивает свой аналитический бизнес, который был сформирован на основе двух приобретённых компаний: это купленная в 2008 году за $5 млрд компания Cognos и приобретённая в 2009 году за $1,2 млрд компания SPSS — они и сформировали основной набор программных инструментов для бизнес-анализа и business intelligence. В рамках расширения аналитического бизнеса, в 2014 году IBM объявила об инвестировании $1 млрд в развитие проекта Watson и о создании нового подразделения когнитивных вычислений Watson Business Group, в задачи которого входит разработка и коммерциализация облачных когнитивных (с элементами искусственного интеллекта) сервисов в таких областях, как здравоохранение, финансы, путешествия, телекоммуникации и розничная торговля.
В январе 2016 года IBM приобрела примерно за $2 млрд цифровой бизнес The Weather Company, который был интегрирован в платформу Watson и другие облачные сервисы компании. А для развития лишь одного облачного медицинского сервиса Watson Health Cloud компания IBM потратила свыше $4 млрд на покупку IT-компаний из сектора здравоохранения, например, в феврале 2016 года IBM приобрела за $2,6 млрд компанию Truven Health Analytics, предлагающую сервисы управления и анализа медицинской информации учреждениям здравоохранения, государственным органам и страховым компаниям.
В начале 2017 года был заключён альянс между компаниями IBM и Salesforce, в рамках которого обе компании будут совместно продвигать инструменты прогнозной аналитики, а к системе IBM Watson будет подключена платформа искусственного интеллекта Salesforce Einstein, которая поможет лучше понимать и использовать генерируемую аналитическую информацию в области продаж.
В марте 2017 года корпорация IBM объявила о проекте IBM Q по созданию первого в мире универсального квантового компьютера, доступ к ресурсам которого будет предоставляться через облачную платформу IBM Cloud. Планируется, что в течение нескольких лет будет создана универсальная квантовая вычислительная система для выполнения задач по разработке новых лекарственных препаратов, передовых материалов, исследований в области искусственного интеллекта, цифровой безопасности, логистики и финансовых сервисов. В ноябре того же 2017 года учёные IBM успешно построили и измерили прототип процессора с 50-квантовыми разрядами. А в январе 2019 года на выставке CES подразделение IBM Research анонсировало первую в мире квантовую систему IBM Q System One, состоящую из 20 кубитов и пригодную для коммерческого применения.
На конференции IBM Think 2018 представители компании презентовали самый маленький компьютер в мире на сегодняшний день: этот компьютер имеет размер 1 на 1 миллиметр, что сопоставимо с размером крупинки поваренной соли. Стоимость производства одного такого компьютера оценивается меньше, чем в 10 центов.
В октябре 2018 года корпорация IBM объявила о поглощении компании Red Hat за 34 млрд долл., что стало крупнейшим приобретением в истории компаний разработчиков программного обеспечения.
В 2021 году компания IBM выделила подразделение, специализирующееся на управляемых инфраструктурных услугах (Managed Infrastructure Services), в отдельную публичную компанию Kyndryl с годовой выручкой в $19 млрд. Сама же IBM сосредоточилась на новых возможностях гибридных облачных приложений и искусственного интеллекта.
7 марта 2022 года, после российского вторжения на Украину, гендиректор IBM Арвинд Кришна объявил, что компания больше не ведёт никаких дел в России, сопроводив это объявление демонстрацией украинского флага. С сайта IBM также были удалены все статьи на русском языке.
7 июня 2022 года IBM объявила о полном сворачивании бизнеса в России, вплоть до увольнения местных сотрудников.

## Деятельность
Подразделения IBM по состоянию на 2022 год:
- IBM Software — разработка программного обеспечения (41 % выручки);
- IBM Consulting — модернизация информационных систем организаций (32 % выручки);
- IBM Infrastructure — создание и обслуживание инфраструктуры для облачных вычислений (25 % выручки);
- Financing — лизинг и кредитование покупки оборудования (1 % выручки);
- IBM Research — научно-исследовательская деятельность в области искусственного интеллекта и других направлений информационных технологий.

Географическое распределение выручки:
- Америка — 51 %;
  - США — 41 %;
- Европа, Ближний Восток и Африка — 30 %;
- Азиатско-Тихоокеанский регион — 19 %;
  - Япония — 9 %.

В списке крупнейших публичных компаний в мире Forbes Global 2000 за 2022 год IBM заняла 98-е место. В списке крупнейших компаний США по размеру выручки Fortune 500 заняла 49-е место.

## Финансы
За 2017 финансовый год IBM сообщила о прибыли в размере 5,7 млрд долларов США, с годовым доходом в размере 79,1 млрд долларов США, что на 1,0 % меньше по сравнению с предыдущим финансовым циклом. Акции IBM торговались на уровне более $ 125 за акцию, а их рыночная капитализация в декабре 2018 года составила более $123,3 млрд.
| Год  | Оборот, в млрд долларов | Чистая прибыль, в млрд долларов | Общие активы, в млрд долларов | Цена за акцию, в долларах | Сотрудников |
| ---- | ----------------------- | ------------------------------- | ----------------------------- | ------------------------- | ----------- |
| 2005 | 91,134                  | 7,934                           | 105,748                       | 61,80                     |             |
| 2006 | 91,424 ▲                | 9,492 ▲                         | 103,234                       | 62,01                     |             |
| 2007 | 98,786 ▲                | 10,418 ▲                        | 120,431                       | 80,04                     |             |
| 2008 | 103,630 ▲               | 12,334 ▲                        | 109,524                       | 84,49                     |             |
| 2009 | 95,758 ▼                | 13,425 ▲                        | 109,022                       | 85,67                     |             |
| 2010 | 99,870 ▲                | 14,833 ▲                        | 113,452                       | 105,32                    |             |
| 2011 | 106,916 ▲               | 15,855 ▲                        | 116,433                       | 138,97                    |             |
| 2012 | 102,874 ▼               | 16,604 ▲                        | 119,213                       | 162,46                    |             |
| 2013 | 98,367 ▼                | 16,483 ▼                        | 126,223                       | 163,30                    | 431 212     |
| 2014 | 92,793 ▼                | 12,022 ▼                        | 117,271                       | 156,69                    | 379 592     |
| 2015 | 81,741 ▼                | 13,190 ▲                        | 110,495                       | 137,27                    | 377 757     |
| 2016 | 79,919 ▼                | 11,872 ▼                        | 117,470                       | 138,09                    | 380 300     |
| 2017 | 79,139 ▼                | 5,753 ▼                         | 125,356                       | 149,76                    | 366 600     |
| 2018 | 79,591 ▲                | 8,728 ▲                         | 123,382                       | 113,67                    |             |
| 2019 | 77,147 ▼                | 9,431 ▲                         | 152,186                       | 134,04                    |             |
| 2020 | 73,620 ▼                | 5,590 ▼                         | 155,971                       | 134,45                    | 345 900     |
| 2021 | 57,350                  | 5,743                           | 132,001                       |                           |             |
| 2022 | 60,530                  | 1,639                           | 127,243                       |                           | 288 300     |

### Программное обеспечение
IBM разрабатывает:
- операционные системы z/OS, z/VM, z/VSE, IBM i (ранее называвшаяся OS/400), AIX (UNIX), PC DOS, OS/2, а также активно поддерживает развитие GNU/Linux (в частности дистрибутивы Linux для платформы Power Systems);
- файловые системы GPFS, HPFS, CFS, JFS;
- системы управления базами данных DB2, Informix, IMS;
- офисные пакеты Lotus SmartSuite;
- серию средств проектирования программного обеспечения IBM Rational;
- пакет промежуточного программного обеспечения WebSphere;
- системы управления системами Tivoli;
- серию компиляторов и сред разработки VisualAge (например, VisualAge C++, VisualAge Smalltalk и другие), а также активно поддерживает Eclipse, преемник этих сред.

### Компьютеры и устройства
IBM производит:
- Микропроцессоры архитектуры POWER: POWER6, POWER7, POWER7+, POWER8, POWER9, POWER10;
- Серверы на базе процессоров POWER: Power Systems, PureApplication, PureData;
- Мейнфреймы серии: IBM System z;
- Суперкомпьютеры, типа: Blue Gene, Deep Blue, IBM Watson, Summit;
- Системы хранения данных: IBM System Storage;

Ранее IBM производила:
- Серверы x86-архитектуры: System x, BladeCenter, Flex System, NeXtScale, iDataPlex — в январе 2014 года подразделение было продано китайской компании Lenovo Group[38];
- Системы расчётно-кассовых терминалов (POS) — в апреле 2012 подразделение IBM Retail Store Solutions[англ.] (RSS) продано компании Toshiba TEC;
- Принтеры промышленного уровня — в мае 2010 Ricoh выкупила долю IBM в InfoPrint Solutions Company и стала единственным владельцем;
- Принтеры промышленного уровня — в январе 2007 51 % подразделения IBM Printing Systems Division продано компании Ricoh, образовано совместное предприятие InfoPrint Solutions Company (IBM — 49 %, Ricoh — 51 %);
- Ноутбуки ThinkPad и настольные ПК ThinkCentre — в декабре 2004 года подразделение было продано китайской компании Lenovo Group;
- НЖМД (серий Ultrastar, Deskstar, Travelstar и Microdrives) — в 2003 году бизнес был продан компании Hitachi[39];
- Принтеры — в 1991 году в результате отделения от IBM нескольких подразделений, в том числе по производству принтеров образовалась компания Lexmark;
- Мейнфреймы серий IBM System/360, S/370, S/390 — сняты с производства.;
- Рабочие станции на базе процессоров POWER или Xeon: IBM IntelliStation.

### Научные и технические разработки
- Архитектуры центральных процессоров для трёх игровых приставок нового (2006) поколения: Sony PlayStation 3 (Cell), Nintendo Wii (Broadway) и Microsoft Xbox 360 (Xenon).
- Кремний на изоляторе (КНИ) (англ. Silicon on insulator, SOI) — технология изготовления полупроводниковых приборов, основанная на использовании трёхслойной подложки со структурой кремний-диэлектрик-кремний вместо обычно применяемых монолитных кремниевых пластин.
- DES (Data Encryption Standard) — Симметричный алгоритм шифрования, в котором один ключ используется как для шифрования, так и для расшифрования данных. DES разработан IBM и утверждён правительством США в 1977 году как официальный стандарт FIPS 46-3[40].
- Фортра́н (Fortran) — первый реализованный язык программирования высокого уровня. Создан в период с 1954 по 1957 год группой программистов под руководством Джона Бэкуса в IBM.
- Фрактал — фрактальная геометрия позволяет математически описывать различные виды неоднородностей, встречающихся в природе. Впервые введён учёным из исследовательского центра IBM имени Томаса Джона Уотсона Бенуа Мандельбротом в 1967 году в его статье в журнале Science.
- Магнитная головка на эффекте гигантского магнитного сопротивления — менее, чем через 20 лет после открытия явления ГМС, IBM разработала технологию производства магнитных головок с его использованием, что привело к революции в технологиях хранения данных.
- Высокотемпературная сверхпроводимость — двое учёных IBM Йоханнес Георг Беднорц и Карл Алекса́ндр Мю́ллер получили в 1987 году Нобелевскую премию по физике за их открытие в 1986 году сверхпроводимости керамических материалов на основе оксидов меди-лантана-бария. Эти материалы требовали гораздо менее глубокого охлаждения, что открыло перспективы широкого коммерческого применения сверхпроводимости.
- Хранение данных на жёстком магнитном диске — в 1956 году IBM анонсировала первую в мире систему хранения данных на магнитных дисках (305 RAMAC).
- DRAM (Dynamic Random Access Memory) — один из видов компьютерной памяти с произвольным доступом (RAM), наиболее широко используемый в качестве ОЗУ современных компьютеров. Эта концепция была впервые предложена Робертом Деннардом в 1966 году в исследовательском центре IBM имени Томаса Джона Уотсона и запатентована в 1968 году.
- Архитектура RISC (англ. Reduced Instruction Set Computing) — вычисления с сокращённым набором команд. Первые работы были начаты в 1975 году в исследовательском центре IBM имени Томаса Джона Уотсона, прототип был готов в 1980 году.
- Реляционная база данных — концепция впервые опубликована в 1970 году Эдгаром Франком Коддом из Алмаденского исследовательского центра IBM в работе «A Relational Model of Data for Large Shared Data Banks».
- Сканирующий туннельный микроскоп — был изобретён в 1981 году Гердом Биннигом и Генрихом Рорером, которые в 1986 году за это изобретение получили Нобелевскую премию по физике.
- Тонкоплёночные магнитные головки — в 1979 году разработана технология изготовления магнитных головок методом фотолитографии.
- В 2016 году в IBM сообщили о создании первого в мире 5-нанометрового чипа. Чип в 5-нм вмещает 30 млрд транзисторов и предназначен для обслуживания интернета вещей и искусственного интеллекта.

### Международная деятельность
Корпорация представлена практически во всех странах мира. На конец 2010 года наибольшее число сотрудников компании работает в США (105 тыс., около 27 %), в Индии на постоянной работе в IBM занято 75 тыс. персонала (около 19 %).
В СССР компания пришла в 1972 году, подписав контракт на поставку мейнфрейма в Минхимпром, в 1974 году был открыт офис в Москве. В 2006 году IBM открыла в России исследовательскую лабораторию для разработки технологий мейнфреймов. За три года компания собиралась вложить в неё около 40 млн долларов и увеличить количество сотрудников с нынешних 40 до 200 человек. В реализации был проект «Технологическая школа IBM». Совместно с РЖД и Российской экономической школой создан Центр исследований цифрового транспорта, где проводится тестирование пилотных технологий, которые могут применяться на железной дороге.

## Влияние IBM на развитие вычислительной техники и программного обеспечения

### Значительные разработки в отрасли информационных технологий
- 1943 год — Марк I, первый американский компьютер;
- 1946 год (27 сентября) — первый коммерческий калькулятор;
- 1956 год — первый коммерческий жёсткий диск;
- 1957 год — выпущен компилятор Фортран;
- 1959 год — первая система бронирования авиабилетов — Sabre[англ.];
- 1961 год — электрическая пишущая машинка с шариковой головкой — IBM Selectric typewriter;
- 1964 год — начало серийного производства компьютера IBM System/360, который считается основателем целого класса вычислительных машин — мейнфреймов;
- 1968 год — динамическая оперативная память;
- 1971 год — дискета;
- 1974 год — язык SQL[45];
- 1981 год — IBM PC — персональный компьютер, архитектура которого стала стандартом де-факто для отрасли с 1980-х годов, открытая архитектура IBM PC во многом способствовала огромному успеху IBM PC, массовому выпуску PC-совместимых клонов множеством компаний и в конечном итоге наступлению эры персональных компьютеров и компьютерной революции;
- 1998 год — LTO (разрабатывался совместно с Hewlett-Packard и Seagate Technology);
- 2018 год — Summit (суперкомпьютер).

Кроме того, конкуренция с IBM послужила для многих начинающих компаний мощным толчком для собственного развития. В разное время с IBM конкурировали ещё только начинавшие компании Apple, DEC, Intel, Microsoft, Compaq и некоторые другие.
Также IBM оказала влияние на развитие советских информационных технологий, в частности, ЕС ЭВМ скопированы с компьютеров IBM/360, ЕС ПЭВМ были аналогами персональных компьютеров IBM, а семейство операционных систем ОС ЕС было как минимум совместимым с соответствующими операционными системами IBM.